# Даценко Людмила Миколаївна
Даценко Людмила Миколаївна (*10 серпня 1965) — український географ-картограф, доктор географічних наук, професор Київського національного університету імені Тараса Шевченка.

## Біографія
Народилася 10 серпня 1965 року в місті Києві. Закінчила 1987 року Київський університет. З 1987 року працює в Київському університеті інженером, завідувачем навчальною лабораторією, інженером II категорії науково-дослідної частини. З 2000 року доцент за сумісництвом кафедри геодезії та картографії; у 2004—2011 роках працювала на посаді доцента. У 2007 році отримала атестат доцента.
З 1994 по 1998 рік навчалася в аспірантурі Київського національного університету імені Тараса Шевченка. Кандидатська дисертація «Картографічне моделювання на базі ГІС-технологій в екологічних дослідженнях ґрунтів» захищена у 2000 році за спеціальністю 11.00.12 — географічна картографія.
У 1997—2006 роках працювала в ЗАТ «Інститут передових технологій» картографом, керівником групи, заступником директора та науковим консультантом.
З 2008 по 2011 рік навчалась у докторантурі географічного факультету Київського національного університету імені Тараса Шевченка. Успішно захистила докторську дисертацію «Навчальна картографія в умовах інформатизації суспільства: теоретико-методологічні засади та практична реалізація» за спеціальністю 11.00.12 — географічна картографія.
З 2011 року працює на посаді завідувача кафедри геодезії та картографії (у 2011—2012 роках виконувач обов'язків).
Підготувала та викладає (лекційні та практичні заняття) нормативні курси: «Технологія видання карт» та «Проектування карт спеціального змісту» (модулі: історичні, туристичні й навігаційні карти, навчальні карти для школи), «Прикладні ГІС в картографії» для бакалаврів та магістрів спеціальності «картографія»; «Картографічні методи в туризмі» та «ГІС в туризмі» для студентів спеціальності «туризм». Проводить виробничі та навчальні практики зі студентами ІІІ та ІV курсів географічного факультету, асистує практику з магістрами V курсу. Член спеціалізованої ради КНУ імені Тараса Шевченка (спеціальність 11.00.12 — географічна картографія).
Член журі Всеукраїнських олімпіад з географії у 2003—2019 роках, член оргкомітету Всеукраїнських олімпіад з економіки у 2004, 2005 роках. З 2008 року член журі Всеукраїнських турнірів юних географів. Готувала учнів до міжнародної олімпіади Наук про Землю 2010 року. Проводить експертизи підручників, атласів та карт, як член Науково-методичної комісії з географії МОН України. Член робочої групи МОН України з розробки навчальних програм з географії для учнів 5-9 та 10-11 класів загальноосвітніх навчальних закладів. У 2019 році — голова конкурсу «Учитель року» в номінації Географія.
Член редакційної колегії: "Український географічний журнал", Вісник Київського національного університету імені Тараса Шевченка, серія Географія, збірник наукових праць «Проблеми безперервної географічної освіти і картографії» (Харківський національний університет імені В. Н. Каразіна).
Віце-президент Українського товариства геодезії та картографії з 2006 року, член Асоціації фахівців землеустрою України, член Громадської ради при Держгеокадастрі (голова комітету законотворчої діяльності). 
З 2015 року заступник голови експертної Ради МОН України з геолого-географічних наук.
З 2022 р. член об’єднаної Конкурсної комісії з присудження Премії Верховної Ради України молодим ученим та іменних стипендій Верховної Ради України для молодих учених – докторів наук.

## Нагороди і відзнаки
Нагрудні знаки МОН України: «Відмінник освіти України» (2015), «Василь Сухомлинський» (2017), «За наукові та освітні досягнення» (2019). Нагороджена Почесною грамотою Міністерства освіти і науки України, Почесною грамотою Національної академії педагогічних наук України, відзнаками Українського товариства геодезії та картографії «За заслуги в геодезії і картографії» І, II та ІIІ ступенів, «Медаль імені професора М. Г. Відуєва» (2018). Медаль Академії наук вищої освіти України «За заслуги в науково-педагогічній діяльності» (2017)

## Наукові праці
Автор 155 наукових праць, 17 картографічних творів. У творчому доробку — Атлас АР Крим та CD-диск «Географія материків та океанів», які отримали міжнародне визнання (призи, дипломи і кубок Міжнародної картографічної торгової організації). Основні праці:
1. Даценко Л. М. Навчальна картографія в умовах інформатизації суспільства: теорія і практика: [Монографія] /Л. М. Даценко. — К. : ДНВП «Картографія», 2011. — 228 с.
2. Даценко Л. М. Навчальні карти для школи: [навч. посібник для студентів географічного ф-ту зі спеціальності «Картографія»] / Л. М. Даценко. — К. : ВГЛ «Обрії», 2008. — 108 с. (гриф МОН України)
3. Даценко Л. М., Остроух В. І. Основи геоінформаційних систем і технологій: навч. посібник /Л. М. Даценко, В. І. Остроух. — 2013. — 184 с. (гриф МОН України)
4. Самойленко В. М., Даценко Л. М., Діброва І. О. Проектування ГІС: Підручник (англ. і укр.) / В. М. Самойленко, Л. М. Даценко, І. О. Діброва. — К. : ДП «Принт Сервис», 2015. — 256 с.
5. Магваір Б., Пашинська Н., Даценко Л. М., Говоров М., Путренко В. Вступ до геоінформаційних систем для інфраструктури просторових даних (навчальний посібник) / Планета-Прінт, 2016. — 396 с.
6. М. Говоров, А. А. Лященко, Д. Кейк, П. Зандберген, М. А. Молочко, Л. Бевайніс, Л. М. Даценко, В. В. Путренко. Просторові кадастрові інформаційні системи для інфраструктури просторових даних (навчальний посібник) / Планета-Прінт, 2017. — 532 с.
7. Масляк, П. О., Даценко Л. М., Куртей, С. Л., Бродовська, О. Г. Географія (профільний рівень): підруч. для 11 кл. закл. загал. серед. освіти / Харків: Вид-во «Ранок», 2019. — 272 с.
8. Даценко Л. М., Курач Т. М. Географічні карти. Карти суспільних явищ і процесів: навчальний посібник / Л. М. Даценко, Т. М. Курач — К., 2021. т.3. — 175 с.
9. Тітова С. В., Даценко Л. М., Дубницька М. В., Боднар С. П. Кадастр. Навчальний посібник / С. В. Тітова, Л. М. Даценко, М. В. Дубницька, С. П. Боднар — Київ, 2022 рік — с.263.
10. Даценко Л. М. Технологія  видання  карт: начальний посібник — К. 2020, 187 с.
11. Даценко Л. М., Гончаренко О. Г. Топографічне картографування: навчальний посібник — К. 2019, 88 с.